# Cybercondrie
La cybercondrie est un terme décrivant l'habitude de certains individus souffrant d'hypocondrie d'utiliser l'Internet pour rechercher de manière parfois compulsive de l'information sur la santé, les soins de santé, la médication ou les traitements, que ce soit pour eux-mêmes ou pour d'autres individus.

## Détails
La cybercondrie peut en fait être considérée comme une exacerbation d'un comportement hypocondriaque, la personne utilisant la quantité d'informations plus imposante et plus accessible que procure Internet pour investiguer encore davantage les symptômes physiques qu'elle ressent, et les ennuis de santé qu'elle croit avoir ou qui suscitent chez elle de l'inquiétude.

La cybercondrie, comme l'hypocondrie d'où elle est issue, ou en est un artefact, est la conséquence d'un phénomène sociologiquement facilement explicable : dans une encyclopédie, comme sur Internet, une maladie rare occupera une place aussi importante (nombres de pages, liens, références de personnes illustres…) qu'une affection banale extrêmement répandue. Ce fait est accentué quand l'individu va sur un moteur de recherche dont on sait que seules les premières pages seront lues.

Par exemple : un visiteur inquiet consultera les liens sur quatre premières pages du mot rhume (environ 1 670 000 résultats sur Google le 13 mai 2010), voire en lira bien moins, tant ce mot est utilisé souvent dans des textes non médicaux, et lira également les liens sur les quatre premières pages de ce moteur de recherche consacrées au cancer du nez (environ 733 000 résultats ce même jour), rédigées par d'éminents spécialistes. Le cybercondriaque, comme l'hypocondriaque qu'il est, trouvera plus crédibles les pages rédigées par des personnes qualifiées.
Le Dr Donald Capra, un médecin de l'Oklahoma, aurait été le premier à utiliser le terme cybercondrie (en anglais : cyberchondria) dans un article en 1999. Depuis, plusieurs études sérieuses ont été menées sur le sujet depuis le début du XXIe siècle.
Une enquête fut notamment réalisée par Harris Interactive en 2002 auprès d'individus s'identifiant comme cybercondriaques en Allemagne, en France, aux États-Unis et au Japon[source insuffisante].

## Conséquences de la cybercondrie
En plus du stress et de l'anxiété générés par les informations médicales, les cybercondriaques ont tendance à pratiquer l'automédication. Ce qui est très dangereux si leur diagnostic est erroné. Ils perdent aussi la confiance envers leurs médecins et pharmaciens. Car ils ne tirent pas les mêmes conclusions qu'eux, et exigent des examens médicaux répétés et inutiles. Ils peuvent aller jusqu'à demander des opérations chirurgicales non justifiées.
Ces comportements coûtent très chers aux systèmes de santé. Plus de 61 millions d'euro par an pour le Royaume-Uni.